# Albert-Einstein-Gymnasium Düsseldorf
Das Albert-Einstein-Gymnasium Düsseldorf (AEG) ist eine staatlich anerkannte Ersatzschule im Düsseldorfer Stadtteil Rath, die sich in Trägerschaft der Jüdischen Gemeinde Düsseldorf befindet. Das Gymnasium steht dabei Schülern und Lehrern aller Konfessionen offen. Als staatlich anerkannte Ersatzschule können die Schüler am Albert-Einstein-Gymnasium alle Schulabschlüsse, inklusive des Abiturs, erwerben. Es wird vorwiegend von Schülern mit russischen und ukrainischen Wurzeln besucht.

## Geschichte
Das Albert-Einstein-Gymnasium Düsseldorf wurde im August 2016 eröffnet und ist damit die erste jüdische Schule in Nordrhein-Westfalen. Im Schuljahr 2024/2025 besuchten rund 2289 Schüler die Jahrgangsstufen 5 bis 9 in einem zweizügigen System. Im Jahr 2024 legten die ersten Schüler ihr Abitur am Albert-Einstein-Gymnasium ab.

## Schulalltag und digitales Lernen
Alle Schüler des Albert-Einstein-Gymnasiums erhalten ein iPad, welches ihnen den Zugang zu digitalen Schulbüchern, Office-Produkten und digitalen Lernangeboten ermöglicht. 

## Leitlinien
Als Leitziel verfolgt das Albert-Einstein-Gymnasium, es jüdischen Schülern zu ermöglichen, eine jüdische Identität zu entfalten und zu stärken. Unter Beachtung der staatlichen Lehrpläne gewinnen Unterricht und Schulleben ein spezifisch jüdisches Profil unter anderem durch den Bezug zu den Fächern Jüdische Religionslehre, Ivrit/Hebräisch sowie die Gliederung des Schuljahres nach den jüdischen Feier- und Festtagen. Die Erziehung orientiert sich auch an zentralen Werten und Traditionen des Judentums. Basis und Ausrichtung dieser Schule ist die Anerkennung des jüdischen Volkes, der Existenz Israels und die Achtung der Lebensweise aller im Judentum bestehenden Richtungen.